# Roland Eberlein
Roland Eberlein (* 19. Oktober 1959 in Trossingen) ist ein deutscher Musikwissenschaftler.

## Leben und Wirken
Eberlein studierte Musikwissenschaft in Göttingen, Gießen und Köln. Er wurde 1988 promoviert, 1996 erfolgte die Habilitation. 1994 hatte er eine Gastprofessur an der Universität Hamburg. Nach Inkrafttreten der Bologna-Reform strebte er keine Professur mehr an. Seit 2005 ist er Vorstandsmitglied der Walckerstiftung für orgelwissenschaftliche Forschung, seit 2011 führt er deren Geschäfte. 2008 gründete Eberlein den Siebenquart Verlag, der auf wissenschaftliche Bücher über das Musikinstrument Orgel spezialisiert ist.
Er ist heute tätig als Verlagsinhaber, freier Wissenschaftler und Privatdozent an der Universität Köln. Seine Forschungsschwerpunkte betreffen die musikalische Wahrnehmung, die Entstehung der Tonalität und die Geschichte der Orgel. 
Roland Eberlein entstammt als Urenkel von Gerhard Eberlein (1858–1923) der schlesischen Pastorenfamilie Eberlein. Er ist verheiratet mit Jutta Eberlein geb. Schulz; sie haben zwei Söhne.

## Wissenschaftliche Beiträge
Eberlein beschäftigte sich zunächst mit der experimentellen Erforschung der musikalischen Wahrnehmung. Im Zuge seiner Experimente gelangte er zu der Einsicht, dass Mustererkennung eine wesentliche Rolle in der musikalischen Wahrnehmung spielt: Häufig wiederkehrende melodische Wendungen und Harmoniefolgen werden im Zuge der musikalischen Erfahrung in der Jugend als harmonisch-melodische Intervallmuster gespeichert und fortan in neu erklingender Musik wiedererkannt. Die Wiedererkennung von Mustern ermöglicht einerseits den Aufbau von Fortsetzungserwartungen (z. B. bei Dissonanzen und Sextakkorden) sowie die schließende Wirkung von Kadenzen, und zum anderen die Wahrnehmung von Tönen im Oktavabstand als harmonisch äquivalent.
Auf diesen Einsichten aufbauend hat Eberlein die Herausbildung der typischen Harmoniefolgen tonaler Musik im Laufe der Musikgeschichte beschrieben und jeden einzelnen Schritt dieser Entwicklung zu begründen versucht als Teil eines Kreisprozesses: Eine wie auch immer geartete musikalische Praxis formt die musikalische Wahrnehmung der Musiker, indem die wiederkehrenden musikalischen Muster erlernt und dadurch Fortsetzungserwartungen gebildet werden. Aufgrund der so entstandenen musikalischen Wahrnehmung werden Regeln der Tonsatzlehre formuliert. Diese Regeln können Generationen oder sogar Jahrhunderte später in völlig unvorhergesehener Weise interagieren und die dann vorhandene musikalische Praxis tiefgreifend verändern. Diese Veränderungen ziehen wiederum eine veränderte musikalische Wahrnehmung und neue Regeln der Tonsatzlehre nach sich – und so fort. Dieser Wirkungskreis wird einerseits beeinflusst von Perzeptuellen Universalien und andererseits von der Geistesgeschichte, also den zu einem gegebenen Zeitpunkt vorhandenen geistigen Strömungen und Tendenzen.
Nach der Veröffentlichung der Habilitationsschrift Die Entstehung der tonalen Klangsyntax 1994 wandte sich Eberlein der Orgelgeschichte zu. Seine wissenschaftliche Tätigkeit auf diesem Gebiet ist gekennzeichnet durch den Versuch, die vielen Einzelerkenntnisse, die seit ca. 1930 in zahllosen Forschungsarbeiten zu einzelnen Orgelbauern und zur Orgelgeschichte einzelner Regionen gewonnen wurden, zu einem Gesamtbild der Orgelgeschichte zusammenzufügen. In Orgelkreisen wurde Eberlein insbesondere durch sein Lexikon der Orgelregister, ihre Namen und ihre Geschichte bekannt, das als Standardwerk angesehen wird, sowie durch seine Geschichte der Orgel, die erste umfassende deutschsprachige Darstellung der Orgelgeschichte von den Anfängen bis zur Gegenwart, die seit 1929 in Buchform erschienen ist.
Als einer der ersten hat Eberlein ab 2004 in Leserbriefen, Vorträgen und zahlreichen Artikeln die Orgelwelt hingewiesen auf die zunehmende Überalterung des Orgelpublikums, das schwindende Interesse der jüngeren Generationen an der Orgel und die daraus resultierenden Folgen: Einstellung von Konzertreihen, Mangel an Nachwuchsorganisten, Vernachlässigung von Orgeln, Niedergang der Orgelwerkstätten. Als eine wesentliche Ursache dieser Entwicklung postuliert Eberlein die stetig wachsende Kluft zwischen dem traditionellen, seit Jahrzehnten unveränderten Repertoire der Organisten und den musikalischen Präferenzen breiter Gesellschaftsschichten, die sich in den vergangenen Jahrzehnten rasch verändert haben. Er setzt sich daher für eine Anpassung des Orgelrepertoires an den veränderten Musikgeschmack unserer Zeit ein.

## Publikationen

### Bücher
- Theorien und Experimente zur Wahrnehmung musikalischer Klänge. Frankfurt/M. 1990.
- Kadenzwahrnehmung und Kadenzgeschichte. Ein Beitrag zu einer Grammatik der Musik. Peter Lang, Frankfurt/M. 1992.
- Die Entstehung der tonalen Klangsyntax. Peter Lang, Frankfurt/M. 1994.
- Orgelregister, ihre Namen und ihre Geschichte. Siebenquart, Köln 2008.
- Meine orgelgeschichtliche Fundkiste. Daniel Kunert Dienstleistungen, Unterlüß 2010.
- Die Geschichte der Orgel. Siebenquart, Köln 2011.

### Aufsätze
- Ars antiqua: Harmonik und Datierung. In: Archiv für Musikwissenschaft. 43, 1986, S. 1–16.
- Vormodale Notation. In: Archiv für Musikwissenschaft 55, 1998, S. 175–194.
- Proportionsangaben in Musik des 17. Jahrhunderts, ihre Bedeutung und Ausführung. In: Archiv für Musikwissenschaft 56, 1999, S. 29–51.
- Soziale Hintergründe des Quintenparallelenverbots. In: Musikwissenschaft – Musikpraxis, Festschrift für Horst-Peter Hesse zum 65. Geburtstag. Mueller-Speiser, Anif/Salzburg 2000, S. 38–53.
- Über den Ursprung der gedeckten Orgelregister. In: Ars Organi 49, 2001, H. 3, S. 151–156.
- Die Sifflöte – Hintergründe eines unscheinbaren Orgelregisters. In: Ars Organi 50, 2002, H. 3, S. 146–150.
- Über den Ursprung der repetierenden Mixturen. In: Ars Organi 51, 2003, H. 3, S. 155–161.
- Stell dir vor, die Orgel spielt und keiner geht hin. Zur Situation der Orgel in Deutschland am Beginn des 21. Jahrhunderts. In: Hermann J. Busch† und Roland Eberlein (Hrsg.): Die Orgel – Wer soll sie spielen, wer will sie hören? Bericht über das 11. Colloquium der Walcker-Stiftung für orgelwissenschaftliche Forschung vom 8.–3. November 2005 in Bremen. Walcker-Stiftung für orgelwissenschaftliche Forschung, 2012, S. 7–27.[8]
- Aus alt mach’ neu – aus neu mach’ alt. Tendenzen in der Registerentwicklung 1920–40. In: Hermann J. Busch† und Roland Eberlein (Hrsg.): Zwischen Postromantik und Orgelbewegung. Bericht über das zwölfte Colloquium der Walcker-Stiftung für orgelwissenschaftliche Forschung vom 19. bis 20. September 2008 in Karlsruhe. Walcker-Stiftung für orgelwissenschaftliche Forschung, 2011, S. 41–59.[9]
- Geben und Nehmen zweier Kulturen – Historische Wechselbeziehungen zwischen französischem und deutschem Orgelbau hinsichtlich der Register. In: Hermann J. Busch† und Roland Eberlein (Hrsg.): Deutsche und französische Orgelkunst und Orgelbaukunst – Divergenzen und Konvergenzen. Bericht über das dreizehnte Colloquium der Walcker-Stiftung für orgelwissenschaftliche Forschung vom 3. bis 4. September 2009 in Amsterdam.  Walcker-Stiftung für orgelwissenschaftliche Forschung, 2012, S. 7–21.[10]
- Popularmusik auf der Orgel – ein neuer Trend? In: Roland Eberlein (Hrsg.): Original und Bearbeitung in der Orgelmusik. Bericht über das vierzehnte Colloquium der Walcker-Stiftung für orgelwissenschaftliche Forschung am 13.–15. Oktober 2011 in St. Florian/Linz. Walcker-Stiftung für orgelwissenschaftliche Forschung, 2011, S. 22–35.[11]

### Blog
- Blog Orgelwelt aktuell: Aktuelle Entwicklungen und Tendenzen in der Orgelwelt